# Sam Aaron Baker

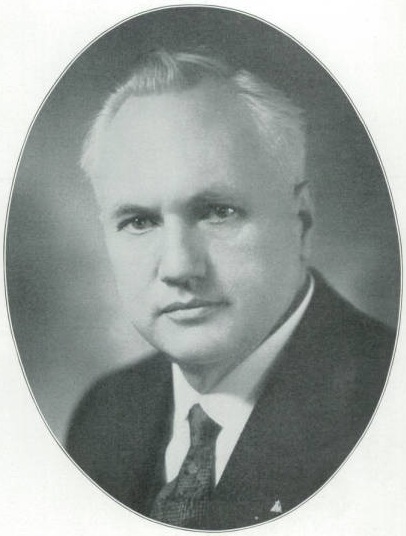
Sam Aaron Baker (1925)

Samuel Aaron Baker (* 7. November 1874 in Patterson, Wayne County, Missouri; † 16. September 1933 in Jefferson City, Missouri) war ein US-amerikanischer Politiker (Republikanische Partei) und von 1925 bis 1929 der 36. Gouverneur von Missouri.

## Frühe Jahre und politischer Aufstieg
Baker besuchte das South East Missouri State Teachers College. Danach studierte er am Missouri Valley College Jura. In den folgenden Jahren war er im Bildungsbereich tätig. Er unterrichtete als Lehrer an Schulen im Wayne County. Außerdem war er auch Lehrer und Schulrat in verschiedenen anderen Bezirken des Staates. Zwischen 1919 und 1923 war er in der Regierung von Missouri als Superintendent of Schools tätig, was in etwa einem Kultus- oder Bildungsminister entspricht. Am 4. November 1924 wurde zum neuen Gouverneur seines Staates gewählt. 

## Gouverneur von Missouri
Baker trat sein neues Amt am 12. Januar 1925 an. In seiner vierjährigen Amtszeit wurde das Bankwesen in Missouri reformiert. Der Straßenausbau wurde weiter vorangetrieben und damit die Infrastruktur des Landes verbessert. In diesen Jahren profitierte die Wirtschaft Missouris vom allgemeinen Aufschwung.

## Weiterer Lebenslauf
Nach Ablauf seiner Amtszeit im Januar 1929 zog sich Baker aus der Politik zurück und widmete sich wieder seinen privaten Angelegenheiten. Er starb am 16. September 1933 und wurde in Jefferson City beigesetzt. Samuel Baker war mit Nelle Tuckley verheiratet, mit der er ein Kind hatte.